# I Gangin
I Gangin (Incshon, 2001. február 19. –) dél-koreai válogatott labdarúgó, a francia Paris Saint-Germain középpályása.

## Pályafutása

### Klubcsapatokban
I a dél-koreai Incshon városában született. Az ifjúsági pályafutását a helyi Incshon United és Incshon Flyings csapatában kezdte, majd 2011-ben a spanyol Valencia akadémiájánál folytatta.
2017-ben mutatkozott be a Valencia tartalék, majd 2018-ban az első osztályban szereplő felnőtt csapatában. Először a 2019. január 12-ei, Valladolid ellen 1–1-es döntetlennel zárult mérkőzés 87. percében, Gyenyisz Cserisev cseréjeként lépett pályára. Első ligagólját 2019. szeptember 25-én, a Getafe ellen 3–3-as döntetlennel végződő találkozón szerezte meg. 2021. augusztus 30-án négyéves szerződést kötött a Mallorca együttesével. 2021. szeptember 11-én, az Athletic Bilbao ellen 2–0-ra elvesztett bajnokin debütált.
2023. július 8-án 2028. június 30-ig szóló szerződést írt alá a Paris Saint-Germain csapatával.

### A válogatottban
A játékos az U17-es, az U20-as és az U23-as korosztályú válogatottakban is képviselte Dél-Koreát, illetve a tagja volt a 2021-es olimpiai labdarúgócsapatnak.
2019-ben debütált a felnőtt válogatottban. Először a 2019. szeptember 5-ei, Grúzia ellen 2–2-es döntetlennel zárult barátságos mérkőzésen lépett pályára. Első gólját 2023. október 13-án, Tunézia ellen 4–0-ra megnyert találkozón szerezte meg.

## Statisztikák
2024. augusztus 23. szerint
| Klub     | Szezon   | Osztály  | Bajnokság | Bajnokság | Kupa és Ligakupa | Kupa és Ligakupa | Nemzetközi | Nemzetközi | Összesen | Összesen |
| Klub     | Szezon   | Osztály  | Meccs     | Gól       | Meccs            | Gól              | Meccs      | Gól        | Meccs    | Gól      |
| -------- | -------- | -------- | --------- | --------- | ---------------- | ---------------- | ---------- | ---------- | -------- | -------- |
| Valencia | 2018–19  | La Liga  | 3         | 0         | 6                | 0                | 2          | 0          | 11       | 0        |
| Valencia | 2019–20  | La Liga  | 17        | 2         | 2                | 0                | 5          | 0          | 24       | 2        |
| Valencia | 2020–21  | La Liga  | 24        | 0         | 3                | 1                | —          | —          | 27       | 1        |
| Mallorca | 2021–22  | La Liga  | 30        | 1         | 4                | 0                | —          | —          | 34       | 1        |
| Mallorca | 2022–23  | La Liga  | 36        | 6         | 3                | 0                | —          | —          | 39       | 6        |
| PSG      | 2023–24  | Ligue 1  | 23        | 3         | 4                | 1                | 9          | 1          | 36       | 5        |
| PSG      | 2024–25  | Ligue 1  | 2         | 2         | 0                | 0                | 0          | 0          | 2        | 2        |
| Összesen | Összesen | Összesen | 135       | 14        | 22               | 2                | 16         | 1          | 172      | 17       |

### A válogatottban
| Válogatott | Év       | Pályára lépés | Gól |
| ---------- | -------- | ------------- | --- |
| Dél-Korea  | 2019     | 3             | 0   |
| Dél-Korea  | 2020     | 2             | 0   |
| Dél-Korea  | 2021     | 1             | 0   |
| Dél-Korea  | 2022     | 4             | 0   |
| Dél-Korea  | 2023     | 8             | 4   |
| Dél-Korea  | 2024     | 17            | 5   |
| Dél-Korea  | 2025     | 1             | 0   |
| Összesen   | Összesen | 36            | 9   |

#### Góljai a válogatottban
| # | Időpont            | Helyszín                                       | Ellenfél  | Gólok | Eredmény | Kiírás               |
| - | ------------------ | ---------------------------------------------- | --------- | ----- | -------- | -------------------- |
| 1 | 2023. október 13.  | Szöuli Világbajnoki Stadion, Szöul, Dél-Korea  | Tunézia   | 1–0   | 4–0      | Barátságos mérkőzés  |
| 2 | 2023. október 13.  | Szöuli Világbajnoki Stadion, Szöul, Dél-Korea  | Tunézia   | 2–0   | 4–0      | Barátságos mérkőzés  |
| 3 | 2023. október 17.  | Szuvon Világbajnoki Stadion, Szuvon, Dél-Korea | Vietnám   | 5–0   | 6–0      | Barátságos mérkőzés  |
| 4 | 2023. november 16. | Szöuli Világbajnoki Stadion, Szöul, Dél-Korea  | Szingapúr | 5–0   | 5–0      | 2026-os VB-selejtező |
| 5 | 2024. január 16.   | Jaszím bin Hámad Stadion, Doha, Katar          | Bahrein   | 2–1   | 3–1      | 2023-as Ázsia-kupa   |
| 6 | 2024. január 16.   | Jaszím bin Hámad Stadion, Doha, Katar          | Bahrein   | 3–1   | 3–1      | 2023-as Ázsia-kupa   |
| 7 | 2024. június 6.    | Nemzeti Stadion, Szingapúr                     | Szingapúr | 1–0   | 7–0      | 2026-os VB-selejtező |
| 8 | 2024. június 6.    | Nemzeti Stadion, Szingapúr                     | Szingapúr | 4–0   | 7–0      | 2026-os VB-selejtező |
| 9 | 2024. június 11.   | Szöuli Világbajnoki Stadion, Szöul, Dél-Korea  | Kína      | 1–0   | 1–0      | 2026-os VB-selejtező |

## Sikerei, díjai
Valencia
- Copa del Rey
  - Győztes (1): 2018–19

 PSG
- Ligue 1
  - Bajnok (2): 2023–24, 2024–25

- Francia Kupa
  - Győztes (1): 2023–24

- Francia Szuperkupa
  - Győztes (2): 2023, 2024

Dél-koreai U20-as válogatott
- U20-as labdarúgó-világbajnokság
  - Ezüstérmes (1): 2019

Dél-koreai olimpiai csapat
- Ázsia-játékok – Labdarúgás
  - Győztes (1): 2022

Egyéni
- Touloni Ifjúsági Torna Best XI: 2018
- U20-as labdarúgó-világbajnokság gólkirálya: 2019
- AFC – Az Év Fiatal Játékosa: 2019
- Koreai labdarúgó-szövetség – Az Év Fiatal Játékosa: 2019
- Ligue 1 – A Hónap Gólja: 2023 november
- Francia labdarúgó-szuperkupa – Legjobb Játékosa: 2023
- AFC Ázsia-kupa Best XI: 2023